# 自由核心小组
自由核心小组（英語：Freedom Caucus，又译自由党团），亦被称为众议院自由核心小组（英語：House Freedom Caucus），是在美國國會中，由保守派共和党联邦众议员组成的国会议员核心小组，通常被视为众议院共和党会议中最保守且最右翼的团体。该核心小组成立于2015年1月，其创建者为保守派茶党运动成员，目的是将共和党推向右翼。自由核心小组的首任主席吉姆·喬丹将其形容为“更小但更有凝聚力、更灵活且更活跃”的保守派众议员团体。
自由核心小组在政治光谱上的定位为右翼乃至极右翼，其中一些成员则持有右翼民粹主义立场，例如反对移民政策改革。该团体采取强硬的保守主义立场，支持社会保守主义和小政府，并多次寻求废除平价医疗法案。作为原先由美国众议院共和党研究委员会分出的保守派成员团体，自由核心小组起初主张财政保守主义并忧心于众议院现行规则，因此提倡削减预算及众议院权力下放。而到了后来，自由核心小组成为了唐纳德·特朗普的忠实拥趸。诚如Politico所言，该小组“更多的是民族主义及民粹主义，而非受政策原则之约束”。这一团体中还包括一些自由意志主义共和党人。该核心小组通过政治行动委员会和众议院自由基金支持众议院候选人。

## 历史
自由核心小组起源于2015年1月中旬在宾夕法尼亚州举行的一场共和党国会非正式会议。根据创始成员麥克·馬瓦尼的说法，“这是我们首次决定聚在一起成立一个团体，而非仅仅只是生闷气。”因此九名共和党联邦众议员决定在美国众议院共和党研究委员会以及众议院共和党会议以外成立一个新的核心小组，其第一届董事会的创始成员分别是新泽西州的史考特·葛瑞特、俄亥俄州的吉姆·乔丹、路易斯安纳州的约翰·弗莱明、亚利桑那州的邵建隆、密歇根州的賈斯汀·阿馬什、爱达荷州的劳尔·拉布拉多、南卡罗来纳州的馬瓦尼、佛罗里达州的罗恩·德桑蒂斯以及北卡罗来纳州的马克·梅多斯。
馬瓦尼还曾和《纽约客》记者瑞安·利扎说，“我们为这个新团体想了20个名字，但它们都不够好。我其实并不喜欢‘自由核心小组’这个名字，它还是太过平庸了，不过我也没能找到反对这个名字的理由。”根据利扎的说法，该小组成员还曾考虑过“理性的疯子核心小组”这个名字。
在2015年美国国土安全部资金危机期间，自由核心小组共提出了四项解决方案，但都遭到了共和党领导层否决。作为核心小组领导人之一的劳尔·拉布拉多表示，自由核心小组将会提供被最保守的共和党人所接受的替代方案。

### 反对众议院议长约翰·博纳
自由核心小组在成立之初就宣布，本小组的加入条件是反对约翰·博纳担任众议院议长，并通过投票阻挠其提出的被自由核心小组所反对之立法。
自由核心小组成功促使博纳于2015年9月25日辞职，并参与了随后的议长选举。投票反对博纳担任议长的核心小组成员认为自己受到了不公正的对待，这是因为很多成员被免去了在研究委员会以及核心小组中的职务。博纳发现在保守派共和党人的反对之下，管理众议院的共和党人似乎成为了一项艰巨的任务。早在2013年时，博纳就因这些人主张通过关停政府来废除《平价医疗法案》与之发生过争执，而这些人最终于2015年加入了众议院自由核心小组。
在博纳宣布辞去议长职位后，众议院多数党领袖凯文·麦卡锡成为了接替他的主要竞选者，不过自由核心小组拒绝支持麦卡锡。麦卡锡最终于2015年10月8日退出了竞选，而在此之前不久他曾暗示班加西事件的调查是为了打击希拉里·克林顿的支持率。在麦卡锡宣布退选后不久，里德·里布尔退出了自由核心小组。他声称他之所以加入该小组是为了促进某些政策的执行，并反对其在议长选举中所起到的作用。
保罗·瑞安于2015年10月20日发表声明称自己能否当选议长取决于是否获得自由核心小组的官方背书，虽然最终未能达到官方背书所需的80%支持率，但该小组还是于2015年10月21日宣布小组内的绝大多数成员都支持瑞安。2015年10月29日，瑞安成功接替了博纳的众议院议长职务。
2017年10月30日，《名利场》杂志刊登了对约翰·博纳的采访。在谈到自由核心小组时，博纳批评称：“他们不会告诉你他们的目的是什么，他们只会告诉你他们所反对一切。他们就是一群无政府主义者，试图将一切都推倒重来，这就是他们的心态。”

### 2016年的反扑
在2016年选举时，自由核心小组受到了共和党建制派的激烈反扑。作为其成员之一的堪萨斯州第一国会选区联邦众议员蒂姆·许尔斯卡普在共和党初选中被罗杰·马歇尔击败，从而失去了共和党提名。

### 川普任内
米克·马尔瓦尼在川普当选后曾说：“川普想要颠覆华盛顿，这是他的第一个信号，也是他胜利的信号。这也正是我们所要做的。我们会帮助他说服共和党人改变华盛顿，我们将会成为他在众议院的重要盟友。”而核心小组的副主席吉姆·乔丹声称在川普任内，核心小组的工作重点将会从通过立法转变为替总统辩护。

#### 2017年拒绝美国医疗保健法案
2017年3月24日，用于替代平价医疗法案的美国医疗保健法案由于票数不足而被众议院议长保罗·瑞安撤回。造成这一状况的原因之一是由于自由核心小组成员的反对，在他们看来，新推出的法案未能废除平价医疗法案中的某些要素。
两天后，特朗普总统就此事公开批评了包括自由核心小组在内的几个右翼团体，其中还包括增长俱乐部以及美国遗产行动。他在推特上称，“华盛顿的民主党人肯定会大笑，居然是自由核心小组在增长俱乐部和美国遗产行动的帮助下拯救了奥巴马医改。”而就在同一天，来自德克萨斯州的国会议员泰德·辞去了自由核心小组中的职务。 2017年3月30日，特朗普向自由核心小组“宣战”，并发推称如果他们不支持自己的医保法案，希望有共和党人在2018年中期选举中“打败他们”。对此，賈斯汀·阿馬什谴责特朗普“屈服于华盛顿特区的建制派”。
不过后来特朗普和自由核心小组主席马克·梅多斯建立了更密切的关系。2018年4月，特朗普又称赞梅多斯、吉姆·乔丹以及罗恩·德桑蒂斯为“绝对的勇士”，这是因为他们在特别顾问调查期间肯为特朗普辩护。

#### 第一次弹劾特朗普期间
2019年五月，自由核心小组对其成员賈斯汀·阿馬什进行了官方谴责，这是因为他在川普-烏克蘭丑闻中呼吁弹劾特朗普。阿馬什于同年6月宣布退出自由核心小组，并于晚些时候退出共和党转投自由意志党。
在对特朗普进行弹劾调查以及进行第一次弹劾期间，自由核心小组成员一直是其主要的辩护人。

#### 梅多斯被任命为白宫办公厅主任和批评莉兹·切尼
2020年3月，前自由核心小组主席马克·梅多斯被任命为白宫办公厅主任，随后由同为自由核心小组创始成员的麥克·馬瓦尼接任核心小组主席。
由于利茲·切尼经常就外交政策、COVID-19防疫以及社交媒体使用等议题批评特朗普，因此自由核心小组成员呼吁切尼辞去众议院共和党会议职务。切尼最终于2021年5月12日被解雇，两天后由·斯蒂芬尼克接任其职。

#### 2020年拟定国防授权法
2020年12月，自由核心小组和特朗普一道反对国防授权法，理由是该法案没有废除第230节的规定。

#### 在试图推翻2020年总统选举和特朗普第二次弹劾案中发挥的作用
在特朗普输掉2020年总统选举之后，自由核心小组的很多成员支持特朗普推翻此次选举。2020年12月初，包括部分自由核心小组成员在内的20多位共和党人致信特朗普，要求他命令司法部长威廉·巴尔任命司法部特别检察官调查选举中存在的违规行为，而在此之前巴尔不认为此次选举存在违规行为。随后几名自由核心小组成员在特朗普的白宫会见了官员，讨论了在2021年美国选举人团计票期间推翻选举结果的方法。自由核心小组大多不同意对特朗普已确定输掉的州进行计票。在第二次特朗普弹劾案期间，自由核心小组的领导层及其成员要求支持弹劾的莉兹·切尼辞去众议院共和党会议主席一职。

### 2021年至今

#### 美国优先核心小组和MAGA小队
2021年4月，由保罗·戈萨尔和玛乔丽·泰勒·格林领导的自由核心小组部分成员试图和马特·盖茨一道成立一个名为“美国优先核心小组”的新团体。据报道，这一试图分裂自由核心小组的提案引发其高级成员的不满，肯·巴克甚至还公开谴责了这一提案。 因此，“美国优先核心小组”最终胎死腹中。
不过到了后来，自由核心小组中出现了由特朗普支持者组成的派系，名曰“MAGA小队”，其成员有戈萨尔、格林、盖茨、麦迪逊·考索恩、路易·、莫·布鲁克斯、安迪·比格斯、斯科特·佩里以及劳伦·博伯特。MAGA小队并非正式的核心小组，但相较于自由核心小组的其他成员而言观点更为激进。在2022年选举期间，该小组成员甚至主张在初选中向其他共和党众议员发起挑战。

#### 州自由核心小组网络
2021年12月，自由核心小组扩张到了州一级，并在多个州的议会建立“州自由核心小组网络”，旨在为各州议员提供额外政治资源。目前州自由核心小组网络在亚利桑那州、爱达荷州、佐治亚州、南卡罗来纳州、密西西比州、南达科他州、蒙大拿州、怀俄明州、宾夕法尼亚州和伊利诺伊州设有州议会党团。
除了上述隶属于州自由核心小组网络的州议会党团以外，还有其他若干个州存在着自称为“州级自由核心小组”的团体，其中包括包括德克萨斯州、新罕布什尔州、北卡罗来纳州、佐治亚州、华盛顿州以及密歇根州。

#### 尊重婚姻法案
2022年7月，自由核心小组就攸关于同性婚姻的《尊重婚姻法案》发生了分歧。自由核心小组主席斯科特·佩里和其他46位共和党联邦众议员（以及全部民主党联邦众议员）主张通过该法案（不过佩里最终还是投了反对票），但核心小组的其他成员皆反对通过该法案，并采取官方立场敦促参议院的共和党人阻止此项法案。当自由核心小组内有80%以上的成员支持某项立法时，此决定将成为小组的官方立场。

#### 2023年联邦众议院议长选举
在2022年联邦众议院选举中，共和党以微弱的优势赢得了多数席位，并于2023年初开始新一届国会。自由核心小组成员积极参与了后续的议长选举，但就是否支持凯文·麦卡锡担任议长的问题发生了分歧。在众议院共和党内部选举之前，自由核心小组就提出了一系列要求以削弱议长权利，并增加核心小组和普通共和党议员的权利，从而进一步改变众议院的议程。其中包括恢复“解职动议”以降低罢免议长的门槛、允许仅10%的众议院共和党会议成员强制对任何修正案进行表决，从而降低议长权利。此外还包括将哈斯特尔特规则写入法典，从而阻止除多数党（共和党）所提立法以外的其他立法。
在共和党议长初选中，凯文·麦卡锡通过无记名投票以188∶31的得票数击败了自由核心小组前主席安迪·比格斯（还有五人投给了其他人）成功获得共和党提名。不过麦卡锡亦获得了部分自由核心小组成员的背书，其中包括副主席吉姆·乔丹、大衛·斯維科特以及玛乔丽·泰勒·格林。核心小组成员拜倫·唐納茲则参选众议院共和党会议一职，但输给了现任主席·斯蒂芬尼克，而另一核心小组成员安德鲁·克莱德则在共和党会议秘书选举中输给了丽莎·麦克莱恩。
在2023年1月的议长选举中，麦卡锡需要取得218票。在麦卡锡赢得共和党内部提名后，很多自由核心小组成员直言不讳的对其表示了支持，其中包括麦卡锡的前竞争对手吉姆·乔丹，之后乔丹成为了司法委员会主席。此外玛乔丽·泰勒·格林亦支持麦卡锡，并称除麦卡锡以外的任何其他人选都不够右翼。不过亦有很多自由核心小组成员反对麦卡锡，其中有五位成员明确表示不会投给麦卡锡，但亦没有就具体支持谁达成一致。此外还有不少自由核心小组成员没有明确表示支持或反对，而是希望从中寻求让步。由于共和党人在众议院仅存在微弱优势，因此除非麦卡锡获得近乎绝对共和党人的支持，否则无法获得绝对多数票。麦卡锡警告共和党内部的反对者，如果共和党人没有全部团结在其周围，很有可能会导致民主党人最终当选议长一职。2022年12月，包括自由核心小组主席斯科特·佩里以及其他几位核心小组成员在内的七名强硬派共和党人发表了一封公开信，要求议长做出几点承诺。信中所提到的要求与核心小组在2022年夏天所提如出一辙，其中包括增加自由核心小组成员在各委员会的任职数量、禁止众议院共和党领导层和众议院共和党领导层政治行动委员会参与初选，以及恢复任何一名议员即可提案对议长罢免的解职动议。其中有19位自由核心小组成员在第一轮选举中反对麦卡锡，不过在麦卡锡做出让步后获得了核心小组的支持，并最终成功当选议长。但同年10月，麥卡錫引起自由核心小组的不滿，並被其發動的解職動議成功罷免而卸任議長。

## 领导层
自由核心小组当前主席为安迪·哈里斯，副主席为吉姆·乔丹。2022年1月，众议员劳伦·博伯特当选通讯主席，沃伦·戴维森当选党鞭，而奇普·罗伊则当选政策主席。
| 主席 | 主席        | 主席 | 任期开始      | 任期结束      | 任职时间 |
| ---- | ----------- | ---- | ------------- | ------------- | -------- |
| 1    | 吉姆·乔丹   |      | 2015年2月11日 | 2017年1月3日  | 1年327天 |
| 2    | 马克·梅多斯 |      | 2017年1月3日  | 2019年10月1日 | 2年271天 |
| 3    | 安迪·比格斯 |      | 2019年10月1日 | 2022年1月1日  | 2年92天  |
| 4    | 斯科特·佩里 |      | 2022年1月1日  | 2024年1月1日  | 2年0天   |
| 5    | 鲍勃·古德   |      | 2024年1月1日  | 2024年9月17日 | 260天    |
| 6    | 安迪·哈里斯 |      | 2024年9月17日 | 現任          | 301天    |

## 成员

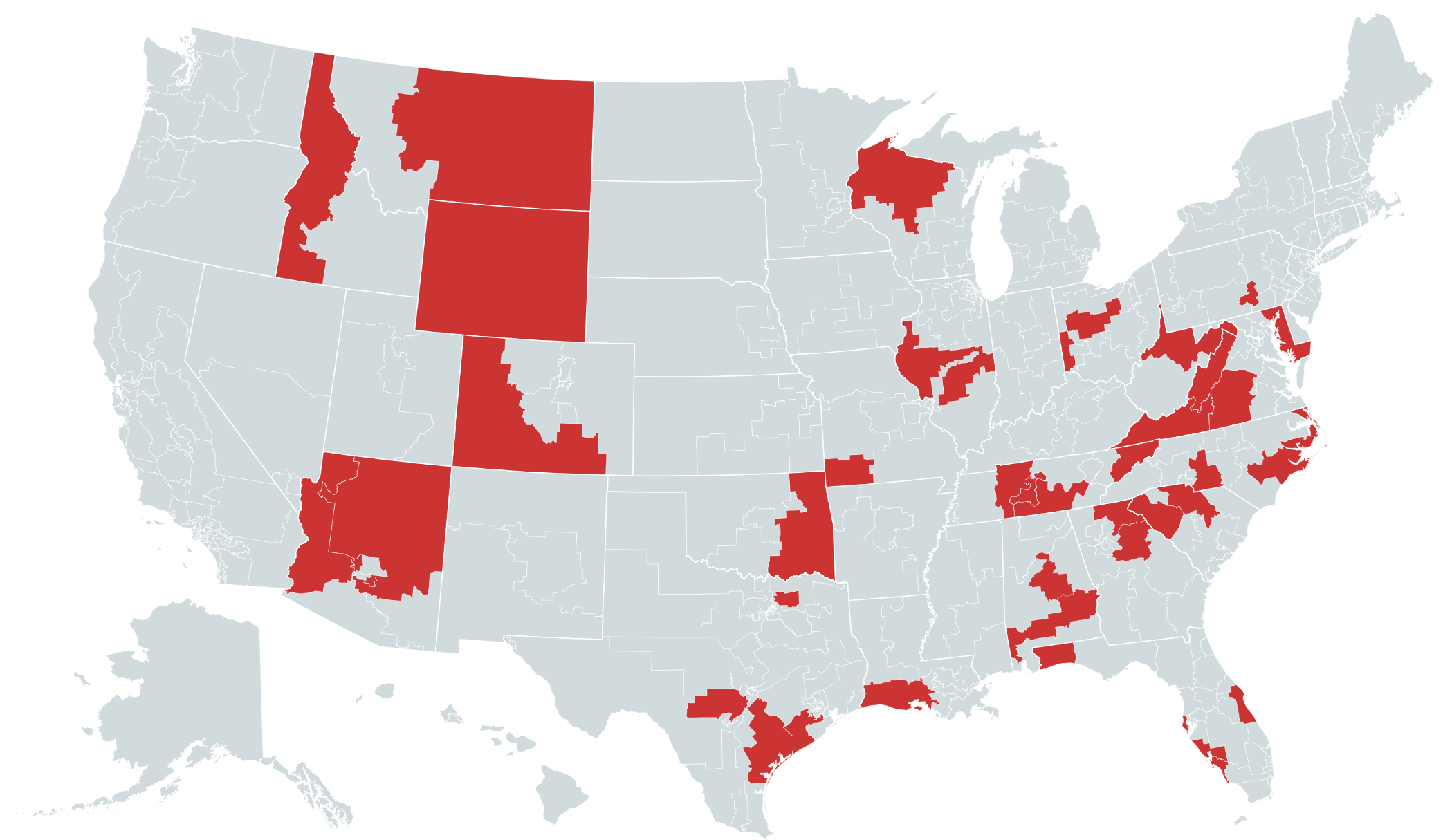
2023年6月自由核心小组的众议员所在选区地图

### 会员政策
众议院自由核心小组不透露其成员的姓名，成员资格仅通过邀请获得。根据《纽约时报》在2015年10月的说法，自由核心小组通常在当地一家酒吧的地下室而非在国会大厦开会。作为一个政治团体，一旦某项决定得到其中80%成员支持，那么此项决定便成为核心小组的官方立场，因此该小组在整个众议院共和党人中具有强大的影响力。

### 历次成员数量
由于核心小组不会公布完整的成员名单，因此每个选举周期开始时已知的成员数量如下所列。
| 选举年 | 在所有席位 | 在共和党席位中 | ±      |
| ------ | ---------- | -------------- | ------ |
| 2016年 | 29 / 435   | 29 / 241       | 新成立 |
| 2018年 | 30 / 435   | 30 / 199       | ▲ 1    |
| 2020年 | 45 / 435   | 45 / 213       | ▲ 15   |
| 2022年 | 46 / 435   | 46 / 222       | ▲ 1    |

### 当前成员
已经有很多成员承认自己属于自由核心小组，截至2023年1月，已知有46位成员加入了这一核心小组，具体名单如下：
- 巴里·穆尔（AL-2）[112]
- 加里·帕尔默（AL-6）[113]

亞利桑那州
- 伊莱·克兰（AZ-2）[114]
- 安迪·比格斯（AZ-5）[115]
- 黛比·莱斯科（AZ-8）[116]
- 保罗·戈萨尔（AZ-9）[117]

科羅拉多州
- 劳伦·博伯特（CO-3）–通讯主席[118]
- 肯·巴克（CO-4）[119]

佛罗里达州
- 马特·盖茨（FL-1）[120]
- 比尔·波西（FL-8）[121]
- 安娜·保利娜·卢纳（FL-13）[122]
- 格雷格·斯托伊布（FL-17）[123]
- 拜伦·唐纳兹（FL-19）[124][125]

佐治亚州
- 安德鲁·克莱德（GA-9）[126]
- 迈克·柯林斯（GA-10）[127]

爱达荷州
- 拉斯·富尔彻（ID-1）[128]

伊利诺伊州
- 玛丽·米勒（IL-15）[129]

路易斯安那州
- 克莱·希金斯（LA-3）[130]
- 迈克·约翰逊（LA-4）[131]

马里兰州
- 安迪·哈里斯（MD-1）[132]

蒙大拿州
- 马特·罗森代尔（MT-2）[133]

北卡罗来纳州
- 格雷格·墨菲（NC-3）[134]
- 丹·毕晓普（NC-8）[135]

俄亥俄州
- 吉姆·喬丹（OH-4）- 副主席[136]
- 沃倫·大衛森（OH-8）– 党鞭[137]

奧克拉荷馬州
- 乔希·布勒金（OK-2）[114]

宾夕法尼亚州
- 斯科特·佩里（PA-10）– 主席[138]

南卡罗来纳州
- 杰夫·邓肯（SC-3）[139]
- 拉尔夫·诺曼（SC-5）[140]

田纳西州
- 戴安娜·哈什巴杰（TN-1）[141]
- 斯科特·（TN-4）[142]
- 安迪·（TN-5）[114]
- 马克·E·格林（TN-7）[143]

德克萨斯州
- 龙尼·杰克逊（TX-13）[144]
- 兰迪·韦伯（TX-14）[145]
- 奇普·罗伊（TX-21）– 政策主席[146]
- 特洛伊·内尔斯（TX-22）[147]
- 迈克尔·克劳德（TX-27）[148]

弗吉尼亚州
- 鲍勃·古德（VA-5）[149]
- 本·克莱因（VA-6）[150]
- （VA-9）[151]

西維吉尼亞州
- ·穆尼（WV-2）[152]（将于第118届国会结束时退休参选联邦参议员）

威斯康辛州
- 汤姆·（WI-7）[153]

怀俄明州
- 哈丽雅特·哈格曼（WY-AL）[154]

### 前成员
- 密歇根州的賈斯汀·阿馬什（2019年离开核心小组）[60]
- 德克萨斯州的布莱恩·巴宾（2017年离开核心小组）[155]
- 德克萨斯州的喬·巴頓（2018年退休）[156]
- 艾奥瓦州的罗德·布拉姆（于2018年连任失败）[138]
- 弗吉尼亚的戴夫·布拉特（于2018年连任失败）[157]
- 俄克拉荷马州的吉姆·布里登斯廷（于2018年辞职成为NASA局长）[158]
- 阿拉巴马州的莫·布鲁克斯[159]（2022年退休参选联邦参议员，但未成功）
- 北卡罗来纳州的泰德·巴德（2022年时退休参选参议员，但未成功）
- 北卡罗来纳州的麦迪逊·考索恩（2022年初选中被击败）[160]
- 佛罗里达州的科特·克劳森（2016年退休）[161]
- 佛罗里达州的罗恩·德桑蒂斯[136]（2018年退休并成功当选佛罗里达州州长）
- 路易斯安那州的约翰·弗莱明（2016年退选后参选联邦参议员，但未获得提名）[162]
- 新泽西州的史考特·葛瑞特（2016年连任失败）[136]
- 弗吉尼亚州的小托马斯·盖瑞特（2018年退休）[163]
- 德克萨斯州的路易·（2022年退休参选德克萨斯州总检察长，但未成功）[164]
- 佐治亚州的玛乔丽·泰勒·格林（于2023年遭除名）[165]
- 新墨西哥州的伊薇特·赫雷尔（2022年连任失败）
- 佐治亚州的约迪·希斯（2022年退休参选州务卿，但未成功）[166]
- 堪萨斯州的蒂姆·许尔斯卡普（2016年初选中被击败）[167]
- 宾夕法尼亚州的弗雷德·凯勒（2022年退休）
- 爱达荷州的劳尔·拉布拉多（2018年退休参选爱达荷州州长，但未成功）[136]
- 科罗拉多州的道格·兰博恩（2016年离开核心小组）[168]
- 佐治亚州的巴瑞·劳德米尔克（第115届国会时未再更新会员资格）[166][169]
- 怀俄明州的辛西娅·拉米斯（2016年退休）[170]
- 加利福尼亚州的汤姆·麦克林托克（2015年离开核心小组）[158]
- 北卡罗来纳州的马克·梅多斯（2020年辞职成为白宫办公厅主任）[136][109]
- 南卡罗来纳州的麥克·馬瓦尼（2017年辞职成为美国行政管理和预算局局长）[136]
- 加利福尼亚州的德温·努涅斯（2022年成为特朗普媒体与科技集团CEO）
- 新墨西哥州的史提夫·皮尔斯（2018年退休参选州长，但未成功）[170]
- 德克萨斯州的泰德·（2017年离开核心小组）[171]
- 威斯康辛州的里德·里布尔（2015年离开核心小组）[40]
- 弗吉尼亚州的丹佛·里格曼（2020年初选中被击败）[172]
- 加利福尼亚州的达纳·罗拉巴克（2018年连任失败）[173][174]
- 宾夕法尼亚州的凯斯·罗斯福斯（2016年离开核心小组）[175][176]
- 亚利桑那州的邵建隆（2016年退休）[136]
- 南卡罗来纳州的马克·桑福德（2018年初选中被击败）[138]
- 亚利桑那州的大衛·斯維科特（2023年离开核心小组）[177]
- 印第安纳州的马林·斯图茨曼（2016年退休参选参议员，但未获得提名）[138]
- 德克萨斯州的罗恩·赖特（2021年逝世）[178]
- 佛罗里达州的泰德·约霍（2020年退休）[179]

## 延伸阅读
- Green, Matthew (2019). Legislative Hardball: The House Freedom Caucus and the Power of Threat-Making in Congress. Cambridge: Cambridge University Press. （页面存档备份，存于）